# Abundio Peregrino García
Abundio Peregrino García (Tonalá, Chiapas; 18 de agosto de 1953) es un político y maestro mexicano miembro del Partido del Trabajo. De 1978 a 1984 realizó estudios en la Escuela Normal Superior de México con espacialidad en Ciencias Biológicas para la Secretaría de Educación Pública. Ha sido, entre otras cosas, Delegado al Congreso Seccional y Nacional del SNTE, presidente del Comité Electoral de la Sección 7 del SNTE, Integrante de la Comisión Ejecutiva y Coordinadora Estatal del Partido del Trabajo e Integrante de la Comisión Ejecutiva Nacional del Partido del Trabajo. Fue Representante del Partido del Trabajo ente el Instituto Estatal Electoral y ante el Instituto Federal Electoral y Diputado local en el Congreso de Chiapas en la LIX Legislatura. Fue Diputado en la LX Legislatura de México y miembro de la Comisión para la Concordia y Pacificación.